# Obliquogobius cometes
Obliquogobius cometes es una especie de peces de la familia de los Gobiidae en el orden de los Perciformes.

## Hábitat
Es un pez de mar y, de clima tropical y demersal que vive entre 179-187- m de profundidad.

## Distribución geográfica
Se encuentra en la India y el Pacífico occidental central.

## Observaciones
Es inofensivo para los humanos. 